# LapLink
Laplink (estilitzat com LapLink) va ser un programa propietari desenvolupat per Mark Eppley i venut per Traveling Software, canviat més tard a LapLink Software, Inc. Disponible per primera vegada el 1983, LapLink es va utilitzar per sincronitzar, copiar o moure fitxers entre dos ordinadors, en una època anterior a les xarxes d'àrea local, utilitzant els ports paral·lel de cada ordinador i un cable LapLink o els ports sèrie i un cable de mòdem nul i posteriorment els ports USB i un cable de xarxa USB adhoc.
LapLink va ser el predecessor de Laplink PCmover .
LapLink normalment s'enviava amb un cable LapLink per enllaçar dos ordinadors, permetent la transferència de fitxers d'un ordinador a l'altre mitjançant el programa LapLink.